# Есмань (Березівська сільська громада)
Есмань — село в Україні, у Березівській сільській громаді Шосткинського району Сумської області. Населення становить 50 осіб.

## Географія
Село Есмань знаходиться біля витоків річки Янівка, нижче за течією примикає село Первомайське. Через село проходить залізниця, станція Есмань. Поруч проходить автомобільна дорога М02 E101.

## Історія
У 1845 році Тарас Григорович Шевченко, подорожуючи з Петербурга на батьківщину, мав в с. Есмань першу в Україні зупинку для ночівлі. З нею пов'язується сюжет російської повісті Шевченка «Капитанша».
Есмань була першою поштовою станцією в Україні на поштовому шляху з Москви до Києва.
З 1917 — у складі УНР, з квітня 1918 — у складі Української Держави Гетьмана Павла Скоропадського. З 1921 тут панує стабільний окупаційний режим комуністів, якому чинили опір місцеві мешканці.
12 червня 2020 року, відповідно до розпорядження Кабінету Міністрів України № 723-р «Про визначення адміністративних центрів та затвердження територій територіальних громад Сумської області», село увійшло до складу Березівської сільської громади.
19 липня 2020 року, в результаті адміністративно-територіальної реформи та ліквідації Глухівського району, село увійшло до складу новоутвореного Шосткинського району.

## Населення

### Мова
Розподіл населення за рідною мовою за даними перепису 2001 року:
| Мова       | Кількість | Відсоток |
| ---------- | --------- | -------- |
| українська | 45        | 90%      |
| російська  | 4         | 8%       |
| білоруська | 1         | 2%       |
| Усього     | 50        | 100%     |

## Персоналії
У селі народився Микола Василенко, Президент Української Академії Наук, голова Ради міністрів, міністр освіти, голова Державного Сенату Української Держави 1918.

## Сьогодення
У селищі розташований елеватор, загальною розрахунковою потужністю устаткування 30000 тон.